# Cabana del Miqueló
La Cabana del Miqueló era una cabana de bosc del terme municipal de Conca de Dalt, dins de l'antic terme d'Hortoneda de la Conca, pertanyent al poble de Pessonada.
Estava situada a llevant de Pessonada, al vessant nord de la Serra de Pessonada, al nord-est de la Serra del Pico Fred, a la Serra del Banyader.